# João Grave
João José Grave (Vagos, 11 de julho de 1872 — Porto, 11 de janeiro de 1934) foi um escritor e jornalista português.
Autor de obras de ficção, crónica, ensaio e poesia. Como jornalista chefiou a redacção do Diário da Tarde e colaborou nos jornais Província, Século e Diário de Notícias e em vários órgãos da imprensa brasileira.
Foi director da Biblioteca Municipal do Porto, dirigiu o dicionário enciclopédico Lello Universal e colaborou nas revistas Brasil-Portugal (1899-1914), Revista nova  (1901-1902) e Serões  (1901-1911).

## Biografia

### Nascimento e formação
Nasceu na localidade de Vagos, em 1 de Junho de 1872. Concluiu os estudos liceais em Aveiro, e no Porto formou-se em Farmácia.

### Carreira profissional e literária
Exerceu como jornalista, tendo trabalhado para vários jornais, incluindo o Diário da Tarde, onde foi director. Também colaborou na Livraria Lello e foi director da Biblioteca Municipal do Porto.
Também foi escritor, tendo estado inicialmente ligado aos naturalistas, principalmente Emile Zola, mas posteriormente começou a escrever mais na linha dos romances de costumes. A sua primeira obra publicada foi Livro de Sonhos, tendo em seguida escrito o livro Macieiras em Flor.

### Falecimento e família
Faleceu no Porto, em 11 de Janeiro de 1934, tendo o funeral sido realizado no dia seguinte, com um cortejo fúnebre desde a Igreja da Trindade até ao Cemitério do Prado do Repouso, acompanhado por centenas de pessoas, incluindo representantes da Universidade do Porto e da casa Lello.
João Grave estava casado com a pintora Luciana Aranha Grave, e era cunhado da escritora Aurora Jardim Aranha.

## Obras
- Livro de Sonhos (1895)
- Macieiras em Flor
- Os Famintos (1903)
- A Eterna Mentira (1904)
- O Último Fauno (1906)
- O Passado
- Gente Pobre
- Jornada Romântica
- Reflorir
- Reinado Trágico
- A Inimiga
- O Mutilado (1919)
- A Morte Vence (eBook)
- Vitória de Parsifal (1922)
- Paixão e Morte da Infanta
- Os Sacrificados
- Os que amam e os que sofrem
- Cruel Amor
- Foguetes de Santo António
- Gleba
- Vida do Espírito (pensamentos)
- S. Frei Gil de Santarém
- O Amor e o Destino
- Almas Inquietas
- Memórias dos Dias Findos
- A Morta Romântica (1924)
- Os Vivos e os Mortos (1925)
- Cartas para o Brasil  (1929)